# Estação Ferroviária de Dourados
A Estação Ferroviária de Dourados-Itaum foi uma construção destinada a embarque ou desembarque de passageiros de trem e, secundariamente, ao carregamento e descarregamento de carga transportada. Usualmente consistia em um edifício para passageiros (e possivelmente para cargas também), além de outras instalações associadas ao funcionamento da ferrovia.

## História
A Estação de Itahum foi inaugurada em 18 de maio de 1949 e era o limite do futuro ramal de Ponta Porã, que seria inaugurada 4 anos depois. A estação era originalmente de madeira, sendo nessas condições que o ramal até Ponta Porã começou a ter o trafego aberto. A estação de Itahum se situa dentro do município de Dourados e serviu como estação central visto que a zona urbana douradense não ganhou estação. Anos depois a estação de madeira deu lugar a outra mais moderna, de alvenaria. 
| “ | Em Dourados, foi estabelecida uma grande colônia agrícola federal, criada em 1943 e implantada a partir de 1948, sendo que, desde 1949, o referido município era servido pela estação de Itaum, do ramal de Ponta Porã. Entretanto, o que não é perfeitamente conhecido é a medida em que essa estação serviu ao município de Dourados, vale dizer, a proporção em que se podem atribuir à Noroeste os impulsos ao desenvolvimento populacional e agrícola da região. De antemão, o que me sinto autorizado a afirmar é que a efetiva decolagem da economia agríacola de Dourados prescindiu, em larga escala, do ramal. A esse respeito, cabe desde logo assinalar a situação relativamente desfavorável desse ramal, um tanto excêntrico em relação ao núcleo agrícola constituído pela CAND: essa colônia, de fato, estendeu-se a leste da cidade de Dourados, enquanto a estação de Itaum foi estabelecida cerca de 60 km a oeste da cidade. De fato, pelo que se sabe, chegou a ser encaminhada para Itaum grande parte da produção agrícola do município de Dourados; em 1951, por exemplo, um jornal douradense se referia aos milhares de caminhões que trafegavam para Itaum, calculando que seriam necessárias "5000 viagens só para o escoamento da safra de algodão". Nessas circunstâncias, não é de admirar que já em 1954 fosse instalada em Dourados uma agência do Rodoferroviário da Noroeste e que, em termos de rendas arrecadadas, essa agência assumisse enorme destaque entre suas congêneres no Estado do Mato Grosso. (...) As cargas também chegam a Dourados pela estrada e ferro, via Itaum | ” |

Houve um plano de estender um ramal entre os anos 50 e 60 entre o Oeste Paulista e Dourados através do Pontal do Paranapanema, tendo sido construído na cidade o ramal entre 1958 e 1965. Apesar disso, o ramal só chegou até o município de Euclides da Cunha, um tanto longe das barrancas do Rio Paraná, onde começa o atual MS. Dali ele não avançou, apesar de ter conservado seu nome. O ramal, que começava em Presidente Prudente, foi cessado em 1988 e os trilhos retirados. Segundo Paulo Cimó Queiroz (de Dourados, MS), desde 1 de junho de 1996 que a linha não funciona para passageiros. E para carga funcionou até meados de 2002, sendo a partir de então fadada ao abandono.

## Outras estações ferroviárias do município

### Ministro Pestana
A Estação de Ministro Pestana foi inaugurada em 18 de maio de 1949, quando foi inaugurado o tracho para o tráfego ferroviário até a Estação de Itaum (Dourados). Desde 1 de junho de 1996 que a linha não funciona para passageiros, estando em completo abandono e em processo de deterioração.

### Presidente Dutra
A Estação de Presidente Dutra foi inaugurada em 19 de abril de 1953, quando foi inaugurado o trecho final do ramal para o tráfego até a estação de Ponta Porã. Desde 1 de junho de 1996 que a linha não funciona para passageiros.